# Tłumienność
Tłumienność – jeden z podstawowych parametrów opisujących zdolność łącza (np. kabel, światłowód, łącze bezprzewodowe) do realizacji transmisji.
Łącza tłumią sygnał z kilku powodów:
- szumów termicznych,
- rozpraszania sygnału na zaburzeniach struktury materiału,
- przeników i przesłuchów (przy łączach miedzianych),
- pojemności i indukcyjności pasożytniczych (przy łączach miedzianych).

Wielkość tłumienia określa spadek mocy sygnału przepływającego przez łącze transmisyjne. Wartość wyznaczana jest jako logarytm stosunku mocy sygnału na wejściu do mocy sygnału na wyjściu.
{\displaystyle 10\cdot \log {\frac {P}{P_{0}}}} – dla mocy,
{\displaystyle 20\cdot \log {\frac {A}{A_{0}}}} – dla napięcia i prądu,
gdzie:
{\displaystyle P} – moc wejściowa,
{\displaystyle P_{0}} – moc wyjściowa,
{\displaystyle A} – napięcie albo prąd wejściowy,
{\displaystyle A_{0}} – napięcie albo prąd wyjściowy.
Wartość 10 przed logarytmem (dla mocy) wynika stąd, że rezultat podaje się dB (czyt. decybelach). Z kolei 20 (dla prądu i napięcia) wynika z tego, że moc wyraża się wzorem:
{\displaystyle P=U\cdot I}
W skali logarytmicznej musi być określony pewien poziom odniesienia. Poziom odniesienia dla mocy określany jest w oparciu o pewną stałą rezystancję R. Korzystając z prawa Ohma moc można obliczyć ze wzoru:
{\displaystyle P={\frac {U^{2}}{R}}=I^{2}\cdot R}
Po zlogarytmowaniu we wzorze na tłumienność amplitudową pojawi się czynnik 2.

## Tłumienność w łączach światłowodowych
Kable światłowodowe na przełomie XX i XXI wieku były ulepszane w celu zmniejszenia ich tłumienności, zniwelowaniu niekorzystnych zjawisk takich jak dyspersja czy też wyeliminowanie problemów z połączeniem dwóch kabli światłowodowych.
Dla kabli światłowodowych ze szkła kwarcowego wyróżnia się 4 optymalne długości fali elektromagnetycznej, dla których tłumienność włókna światłowodowego jest mała. Te 4 okna transmisyjne były wykorzystywane i wdrażane jedno po drugim, co było związane z trudnościami technologicznymi.

### I okno transmisyjne
Było powszechnie wykorzystywane od początku istnienia techniki światłowodowej. Tłumienność na długości fali 0,85 μm jest dość wysoka i wynosi 3 dB/km. Zaletą tego okna transmisyjnego są stosunkowo tanie emitery i odbiorniki. Bez regeneracji sygnał może być transmitowany na odległość kilkunastu kilometrów.

### II okno transmisyjne
Zostało wprowadzone około 1995 roku. Tłumienność na długości fali 1,3 μm to około 0,4 dB/km. Efektywny zasięg transmisji bez regeneracji to około 50 km.

### III okno transmisyjne
Zostało wprowadzone do użytku na przełomie XX i XXI wieku. Dla długości fali 1,55 μm tłumienność ma wartość od ok. 0,2 dB/km, zasięg do 200 km, a przy bardzo dobrym doborze włókien zasięg bez regeneracji sygnału może przekroczyć 800 km.

### IV okno transmisyjne
Dla długości fali elektromagnetycznej 1,625 μm, tłumienność ma wartość od ok. 0,25 dB/km.
W światłowodach wykonanych z tworzyw sztucznych okna transmisyjne nie występują. Wielką zaletą są natomiast łatwość połączeń oraz bardzo tanie emitery i odbiorniki światła. Znaczna tłumienność o wartości do 20 dB/km bardzo utrudnia transmisję nawet na odległość jednego kilometra.

## Tłumienność w łączach DSL
W systemach DSL rozróżnia się dwa rodzaje tłumienności: tłumienność linii (LATN) i tłumienność sygnału (SATN). Tłumienność linii zdefiniowana jest w standardach DSL jako tłumienność uśredniona w paśmie użytecznym sygnału. Tłumienność sygnału zaś jako różnica mocy emitowanej przez nadajnik i odbieranej przez odbiornik. Tłumienności tych nie należy mylić z podawanymi często w charakterystykach kabli szerokopasmowych (a niezdefiniowanych w standardach DSL) tłumiennościami dla konkretnej częstotliwości (300 kHz dla ADSL i ADSL2+ oraz 1 MHz dla VDSL2), które łatwo mogą posłużyć do wyznaczenia długości linii. Tłumienność SATN i LATN nie jest w prosty sposób przekładalna na tłumienność na danej częstotliwości. Ze względu na różne pasma użyteczne w różnych technikach DSL porównywanie tłumienności LATN i SATN dla różnych technik transmisyjnych jest utrudnione – w tych przypadkach łatwiej jest posługiwać się tłumiennością dla konkretnej częstotliwości.